# International Laboratory Accreditation Cooperation
Die International Laboratory Accreditation Cooperation (ILAC) ist die internationale Organisation der Akkreditierungstellen.

## Entstehung
Die ILAC begann als Konferenz, die vom 24. bis 28. Oktober 1977 in Kopenhagen stattfand. Ziel der Konferenz war eine internationale Kooperation der Akkreditierungsstellen und die gegenseitige Anerkennung. 1996 wurde die ILAC formal gegründet. 2000 unterzeichneten die 36 Vollmitglieder den Vertrag über die gegenseitige Anerkennung ILAC Mutual Recognition Arrangement (ILAC MRA).

## Mitglieder
Mitglieder der ILAC sind Akkreditierungsstellen wie die Deutsche Akkreditierungsstelle in Deutschland, die Akkreditierung Austria, die Schweizerische Akkreditierungsstelle und andere, die gemäß der ISO/IEC 17011 arbeiten. Weiterhin Konformitätsbewertungsstellen, Kalibrier- und Prüflabore, die gemäß ISO/IEC 17025 arbeiten, sowie medizinische Prüflabore (ISO/IEC 15189), Untersuchungsstellen (ISO/IEC 17020), Eignungsprüfungsstellen (ISO/IEC 17043) und Referenzmaterialhersteller (ISO 17034).